# 馬克斯集團 (AV公司)
馬克斯集團（日语：株式会社マークスグループ），是日本的AV事務所、旗下公司也負責成人影片的生產。馬克斯集團依其所屬女優的工作條件，
根據適應年齡分成MARKS JAPAN、Five Promotion、BARDOT旗下三個公司管理。

## 概要
雖然公司剛成立的時候，是規劃系統經紀公司，但是目前單體女優、寫真偶像超過500名以上是所屬於馬克斯集團生產。公司服務項目除了成人影片以外，還從事包括人才培養、圖畫影像、攝影會、談話活動、裸體模特兒、行動網站模特兒、網路模特兒等各種類型的業務範圍。此外也有DMM即時聊天、天使直播、同行聊天等。
集團旗下的BARDOT株式会社（senzai.tv）更經營主導Office Old Crew、Coco Promotion、EVEREST models、Dolce promotion、Bambi Promotion、VENES Promotion等7家成人經紀公司。

## 違法拍片事件
「由於在AV影片演出上出現關於公共道德有害的業務」，MARKS JAPAN社長、前社長村山典秀及一位男職員等3人已經被東京警視廳以涉嫌《違反派遣勞動法》逮捕，原因是基於「2013年9月左右，她（受害人）在演出AV影片之前簽署了同意書（受害女性聲稱公司事前說明是無效的）」這個事實而直接逮捕嫌犯。根據警方的說法，受害人是一位與MARKS JAPAN在2009年簽約的寫真模特兒，年齡大約在20歲左右的女性。因為她簽約過後發現合約上有一項內容是「拍攝AV影片」，雖然她後來拒絕了AV影片的演出並提出解約，但據報導指出她被公司威脅強迫演出，像是用「如果你不付違約金，就必須向父母拿錢然後我會把發票寄回你家」的言語恐嚇等等，所以她只好就範。該名女性至今已經演出超過100部AV影片，在2014年左右已透過諮詢律師解除合約，而東京警視廳也已經開始展開調查。

## 外部連結
- マークスグループ - 官方入口網站（連結失效）
- アットマークス （页面存档备份，存于） - 官方部落格（連結失效）
- 馬克斯集團的X（前Twitter）